# Hibiscus stenophyllus
Hibiscus stenophyllus är en malvaväxtart som beskrevs av John Gilbert Baker. Hibiscus stenophyllus ingår i Hibiskussläktet som ingår i familjen malvaväxter. Utöver nominatformen finns också underarten H. s. solandroketmia.